# METTL12
METTL12 (англ. Methyltransferase like 12) – білок, який кодується однойменним геном, розташованим у людей на 11-й хромосомі. Довжина поліпептидного ланцюга білка становить 240 амінокислот, а молекулярна маса — 25 910.
| 10         |  | 20         |  | 30         |  | 40         |  | 50         |
| ---------- |  | ---------- |  | ---------- |  | ---------- |  | ---------- |
| MAALRRMLHL |  | PSLMMGTCRP |  | FAGSLADSCL |  | ADRCLWDRLH |  | AQPRLGTVPT |
| FDWFFGYDEV |  | QGLLLPLLQE |  | AQAASPLRVL |  | DVGCGTSSLC |  | TGLYTKSPHP |
| VDVLGVDFSP |  | VAVAHMNSLL |  | EGGPGQTPLC |  | PGHPASSLHF |  | MHADAQNLGA |
| VASSGSFQLL |  | LDKGTWDAVA |  | RGGLPRAYQL |  | LSECLRVLNP |  | QGTLIQFSDE |
| DPDVRLPCLE |  | QGSYGWTVTV |  | QELGPFRGIT |  | YFAYLIQGSH |  |            |

A: Аланін

C: Цистеїн

D: Аспарагінова кислота

E: Глутамінова кислота

F: Фенілаланін

G: Гліцин

H: Гістидин

I: Ізолейцин

K: Лізин

L: Лейцин

M: Метіонін

N: Аспарагін

P: Пролін

Q: Глутамін

R: Аргінін

S: Серин

T: Треонін

V: Валін

W: Триптофан

Кодований геном білок за функціями належить до трансфераз, метилтрансфераз. 
Локалізований у мітохондрії.